# Janowiec Kościelny (gmina)
Janowiec Kościelny (do 1954 gmina Szczepkowo) – gmina wiejska w województwie warmińsko-mazurskim, w powiecie nidzickim. W latach 1975–1998 gmina położona była w województwie olsztyńskim. Została utworzona 1 stycznia 1973.
Siedziba gminy to Janowiec Kościelny.
Według danych z 30 czerwca 2004 gminę zamieszkiwało 3490 osób. Natomiast według danych z 31 grudnia 2019 roku gminę zamieszkiwało 3202 osób.
W gminie z sukcesem funkcjonuje kilka stowarzyszeń, do których należą: Stowarzyszenie Ziemi Janowieckiej, Stowarzyszenie Pod Gajem, czy Stowarzyszenie na rzecz rozwoju  wsi w Szczepkowie Borowym i Trójmiascie. Najmłodszym ze stowarzyszeń jest Stowarzyszenie Kulturalno-Oświatowe Bene Fide. 

## Struktura powierzchni
Według danych z roku 2002 gmina Janowiec Kościelny ma obszar 136,25 km², w tym:
- użytki rolne: 73%
- użytki leśne: 15%

Gmina stanowi 14,18% powierzchni powiatu.

## Demografia

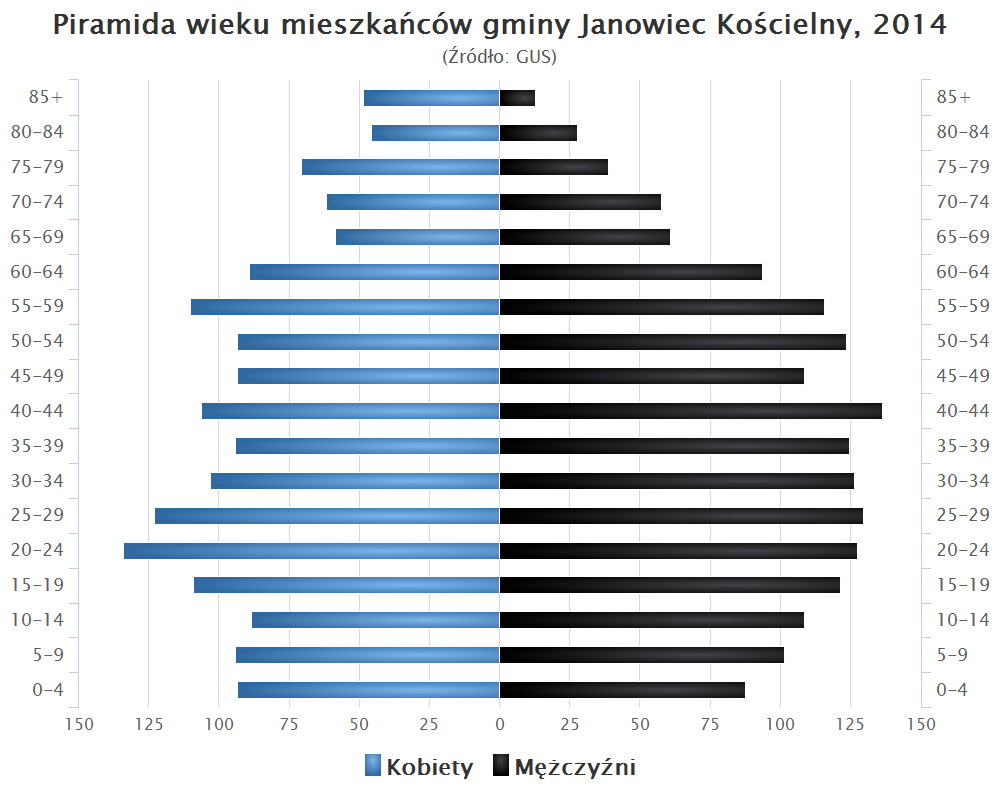
Piramida wieku mieszkańców gminy Janowiec Kościelny w 2014 roku

Dane z 30 czerwca 2004:
| Opis                              | Ogółem | Ogółem | Kobiety | Kobiety | Mężczyźni | Mężczyźni |
| --------------------------------- | ------ | ------ | ------- | ------- | --------- | --------- |
| jednostka                         | osób   | %      | osób    | %       | osób      | %         |
| populacja                         | 3490   | 100    | 1684    | 48,3    | 1806      | 51,7      |
| gęstość zaludnienia (mieszk./km²) | 25,6   | 25,6   | 12,4    | 12,4    | 13,3      | 13,3      |

## Sołectwa
Bielawy, Bukowiec, Cygany, Gwoździe, Iwany, Jabłonowo, Janowiec Kościelny, Janowiec-Jastrząbki, Kołaki, Krusze, Kuce, Leśniki, Miecznikowo-Gołębie, Napierki, Nowa Wieś-Dmochy, Nowa Wieś Wielka, Pawełki, Piotrkowo, Pokrzywnica Wielka, Połcie Młode, Połcie Stare, Powierz, Safronka, Smolany, Szczepkowo Borowe, Szczepkowo-Zalesie, Trząski, Waśniewo, Zabłocie, Zaborowo.

## Pozostałe miejscowości
Bukowiec Mały, Gniadki, Grabowo Leśne, Jabłonowo-Adamy, Jabłonowo-Maćkowięta, Janowiec Szlachecki, Janowiec-Zdzięty, Kownatki-Falęcino, Krajewo Małe, Krajewo-Kawęczyno, Krajewo Wielkie, Leśniewo Wielkie, Miecznikowo-Miąchy, Miecznikowo Siwe, Miecznikowo-Sowy, Szczepkowo-Skrody, Szczepkowo-Kukiełki, Szczepkowo-Sołdany, Szypułki-Zaskórki, Wiłunie, Zbyluty, Żabino-Arguły, Żabino-Gąsiory.
Zobacz też: Janowiec-Boruty, Majki-Zagroby

## Sąsiednie gminy
Dzierzgowo, Iłowo-Osada, Janowo, Kozłowo, Nidzica, Wieczfnia Kościelna